# Jung-čchun (bojové umění)

Jung-čchun

Jung-čchun (TZ 詠春, ZZ 咏春, pchin-jin Yǒng chūn, anglický přepis Wing Chun, někdy též Wing Tsun, Ving Tsun či Yong Tjun) je jihočínské bojové umění. O jeho celosvětové rozšíření se postaral zřejmě mediálně nejznámější představitel tohoto stylu Yip Man, který provozoval svou školu v Hongkongu. Díky tomu je dnes toto umění (nesprávně) považováno za hongkongský styl. V různých variantách je rozšířeno po celé jihovýchodní Asii od Číny přes Thajsko, Vietnam až po Malajsii.
V Česku převažují styly hongkongské, jediným výrazným zástupcem „pevninského“ Wing Chunu je nejrozšířenější škola Mai Gei Wong Wing Chun.

## Název
Jméno tohoto umění lze nejlépe přeložit jako „Věčné jaro“; často se také nepřesně uvádí význam „Krásné jaro“. Slovo jung (wing) znamená „věčný, stálý“ a má navozovat představu nikdy nekončícího procesu; čchun (chun) znamená „jaro“ – symbolizuje zrod, vznik. Přeneseně by se tedy dalo hovořit o „věčném jaru“ jakožto neustálé, návazné, nekončící akci, která se znovu a znovu rodí podle toho, jakou techniku používá protivník.

### Různost názvů/přepisů
- „Wing Chun“ je vnímán jako komplexní zastřešující název tohoto umění kdekoliv ve světě (vychází z používání druhou generací po Yip Manovi)
- „Ving Tsun“ používal přímo Yip Man také kvůli asociaci „V“ jako vítězství (victory)
- „Wing Tsun“ používá Leung Ting a největší organizace tohoto stylu EWTO
- „Wing Tsung" používá Hans-Jörg Reimers, který se odtrhl od EWTO a založil se svými mistrovskými žáky vlastní svaz bojového umění World Martial Arts Alliance (WMAA)
- „Yong Tjun/Chun“ je přepis („tjun“ ovšem chybný) ze standardní čínštiny (na rozdíl od předchozích termínů vycházejících z kantonštiny)

## Historie Wing Chunu

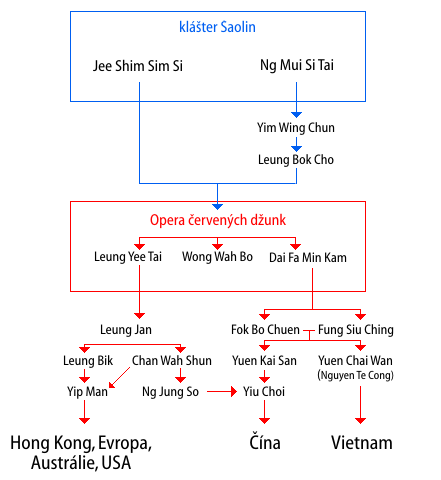
Rodokmen

Začíná v klášteře Šao-lin, v místě s mnohasetletou tradicí vývoje a praktikování bojových umění. Největšího rozkvětu bylo dosaženo v období dynastie Ming (1368–1644). Právě v té době se v Šao-linu téměř každý mnich věnoval cvičení wu-šu a právě tehdy také doznala bojová organizovanost osazenstva kláštera nejvyššího stupně. Mingové spatřovali v bojovém umění národní klenot a proto jej všemožně podporovali. Nezřídka byli mniši ze Šao-linu členy expedičních skupin pohybujících se v hraničních oblastech státu.

Znak Mandžuů

Poté, co byla dynastie Ming pokořena Mandžuy (dynastie Čching (1644–1911)), proběhly celou zemí represivní zásahy vůči jakýmkoliv formám odporu proti novému pořádku. V Šao-linu, jako v organizované, bojově velmi zdatné enklávě, spatřovala nová vláda velké nebezpečí a tak nechala klášter srovnat se zemí. Mnoho mnichů se navzdory mandžuskému běsnění zachránilo a rozprchlo se do různých koutů země. Stali se pak součástí tajných spolků (někdy je i sami zakládali) ve víře, že se jednoho dne vrátí k moci dynastie Ming.
Starý šaolinský styl, Chung Fa-ťi, který se podařilo uprchlým mnichům rozšířit do všech koutů Číny, byl pravděpodobně kolébkou, ze které, kromě jiných, vzešlo také umění Wing Chun. Po zničení kláštera a s ním i budovy Jung-čchun tchung v jeho areálu, přejal část tohoto jména nově se rodící styl.

## Popis umění
Ačkoliv se Wing Chun snaží v rámci obranných technik tvářit jako měkké bojové umění, tedy umění, které nejde proti síle silou, jeho útočná stránka je velice destruktivní. Využívá se tvrdých úderů na citlivá místa, jako je krk, čelist, nos, solar či genitálie a to nejen pěstí, ale i lokty nebo koleny. V systému je použit nácviku boje proti jednomu neozbrojenému protivníkovi, přes boj na zemi až po boj proti více lidem se zbraněmi. Ve výsledku se tedy jedná o velice tvrdý bojový styl použitelný pro nekompromisní sebeobranu.
Genialita tohoto umění tkví hlavně ve snaze držet se snadných, ale co nejefektivnějších pohybů a úderů. Tím odpadá nutnost se před použitím boje složitě rozcvičovat[zdroj⁠?!] např. pro techniku vysokých kopů, což je opět výhoda při sebeobraně. Základní obranné techniky, které jsou poměrně rychle zvládnutelné, dokáží velice účinně pokrýt hlavní tělesné partie před úderem a zároveň dostat obránce do výhodné polohy k protiútoku. Hlavní bojový postoj (Iras, který oceňuje mnoho jiných bojových umění, jelikož vytváří třetí stabilní bod) se snaží myslet na stabilitu a ochranu genitálií.
Specialitou Wing Chun je spojení útočné i obranné stránky v každé technice a boj na velmi krátkou vzdálenost. Techniky Wing Chun od sebe neoddělují obranu a útok, ale při každém pohybu usilují o obojí a neustálou kontrolu protivníka. Specifikou útočné stránky Wing Chun je boj o středovou linii (tedy o přímou, nejkratší cestu pro útok) a řetězové údery, které při dobře zvládnuté technice nemilosrdně zasypou protivníka ohromným počtem ran (sérií navazujících ran - řetězem ran) za relativně krátký čas, ale zároveň tvoří kryt obránci a nutí protivníka k přechodu do defensivy a útočí na jeho stabilitu.
Dalším specifikem Wing Chun je Chi Sao (v překladu lepící se ruce), zaměřené na získání dokonalé kontroly protivníka na velmi krátkou vzdálenost udržováním nepřetržitého kontaktu (být přilepen k protivníkovi). Chi Sao učí studenty kontrole končetin protivníka (rukou a v pokročilejších stupních i nohou) zdokonalováním propojení obrany i útoku v každém pohybu a rozvinutí schopnosti studenta vnímat pohyb a tlak protivníka pomocí hmatu místo ostatních smyslů. Tyto techniky jsou velice často prezentovány na ukázkových videí a mistři Wing Chun je předvádí i se zavázanýma očima.
Efektivita tohoto umění navíc spočívá i ve velice dobré použitelnosti ve stísněných prostorách, třeba výtahů nebo malých místností. Vysoká účinnost dělá toto umění dobře použitelné i pro ženy, kdy za pomoci nebezpečných technik, jako jsou kopy na kolena či vpichy na oči, se lze ubránit i o dost silnějším protivníkům v případě přímého ohrožení.
Wing Chun je tedy bojové umění, které si vzalo to nejlepší z dávných kung fu stylů a vytvořilo tak ucelený systém velice efektivního bojového umění. A jako bojové umění nemusí hledět na pravidla či fair play hru, což z něj dělá nekompromisní sebeobranný systém. Wing Chun je navíc možné naučit se na použitelnou úroveň za poměrně krátký čas proti jiným uměním.[zdroj⁠?!] Absence pohybů vyžadující kvalitní provedení za použití síly nebo atletických pohybů umožňuje navíc zvládnout Wing Chun lidem všech postav a pohybového nadání.[zdroj⁠?!]

### Wing Chun na Západě
První školu v Evropě založil Lee Sing v Anglii v 50. letech. V západním světě se z Wing Chun, podobně jako z jiných bojových umění, stala komerční záležitost. Nejúspěšnějším komerčním projektem je zřejmě EWTO (European WingTsun Organization, Evropská organizace Wing Tsun, dříve propagující styl Leung Tinga, nyní více autonomní), který je pod správou Keitha Kernspechta, se sídlem v německém Langenzellu.
Komerčně pojaté organizace též hojně spojují výuku Wing Chun s filipínským bojovým uměním Eskrima (EWTO) neboli Skirmen (AVSE Missing-Link).

### Wing Chun v Česku
Historie českých škol spadá do roku 1990 když se Ivan Rzounek vrátil z delšího pobytu v zahraničí a založil historicky první školu WingVing ChunTsun v Česku, tehdy v rámci EWTO (nyní pod patronací rakouského si-fu Olivera Königa [rovněž EWTO]). Zanedlouho se na trh propracovaly i další významné školy (např. ELYWCIMAA, organizace si-fu Wilhelma Blecha (jehož první školy založil a vedl mezi lety 1993–1998 rovněž Ivan Rzounek) z Německa, propagující styl Lok Yiu, žáka Yip Mana. Další školy jsou méně známé nebo s nedostatečnou členskou základnou. Postupem času se od EWTO separovaly další větve, z nichž nejvýraznější změny byly v roce 2002, kdy vznikla AVSE (si-fu Ladislav Hodač) a v roce 2006, kdy došlo k rozpadu de facto celé severní větve EWTO v Česku.
| Název školy                                                                 | Představitelé v Česku                         | Počet škol | Vyučovaný styl                             |
| --------------------------------------------------------------------------- | --------------------------------------------- | ---------- | ------------------------------------------ |
| EWTO (European WingTsun Organization)                                       | Lukáš Holub, Roman Lázenský                   | 16         | Keith R. Kernspecht                        |
| AVSE (Asociace výuky sebeobrany)                                            | Ladislav Hodač, Roman Bittner, Jiří Hlinovský | 12         | Heinrich Pfaff                             |
| ELYWCIMAA (European Lok Yiu Wing Chun Internation Martial Arts Association) | Kamil Komm, Petr Kozár                        | 8          | Lok Yiu                                    |
| CWTA (Czech WingTsun Association)                                           | Zdeněk Kobrle, Drnec Jiří                     | 12         | Chris Collins/Leung Ting                   |
| MGWWC (Mai Gei Wong Wing Chun)                                              | Ivan Rzounek                                  | 4          | Mai Gei Wong                               |
| Wing Chun Akademie CZ                                                       | Alexandr Ioanidis                             | 2          | Leung Yin Wing Chun                        |
| Akademie EBMAS WT Praha                                                     | Martin Jelínek                                | 1          | Wing Tzun Emin Boztepe Martial Arts System |
| IWCA (International Wing Chun Academy)                                      | Dalibor Kuběna                                | 7          | Jim Fung / Tsui Seung Ting                 |
| HKWTA (Hong Kong Wing Tsun Association)                                     | Břetislav Slánský                             | 1          | Chris Collins/Leung Ting                   |
| Wing Chun Kuen 1995                                                         | Petr Brunner                                  | 5          | Petr Brunner Wing Chun                     |

## Formy
Tak, jak se učí ve škole Yip Man Hong Kong Wing Chun (hlavní proud) – jiné školy mají pojetí odlišné:
- beze zbraně
  - Siu Nim Tao – Xiǎo niàn tóu, Siao nien-tchou („Malá myšlenka“)
  - Chum Kiu – Xún qiáo, Sün-čchiao („Hledání mostu“)
  - Biu Jee/Biu Tze – Biāo zhǐ, Piao-č' („Bodající prsty“)
  - Muk Yan Jong – Mu ren zhuang, Mu žen-čuang („Dřevěný panák“)

- se zbraní
  - Luk Dim Bun Kwun (luk dym bun kwann - 6 a 1/2 technik tyče)
  - Baat Cham Dao (bát čam dao - osm způsobů použití nože)

## Principy
Tak, jak je učí Leung Ting WT (jiné školy mají principy odlišné):

### Princip pohybu
Je-li cesta volná, jdi vpřed.

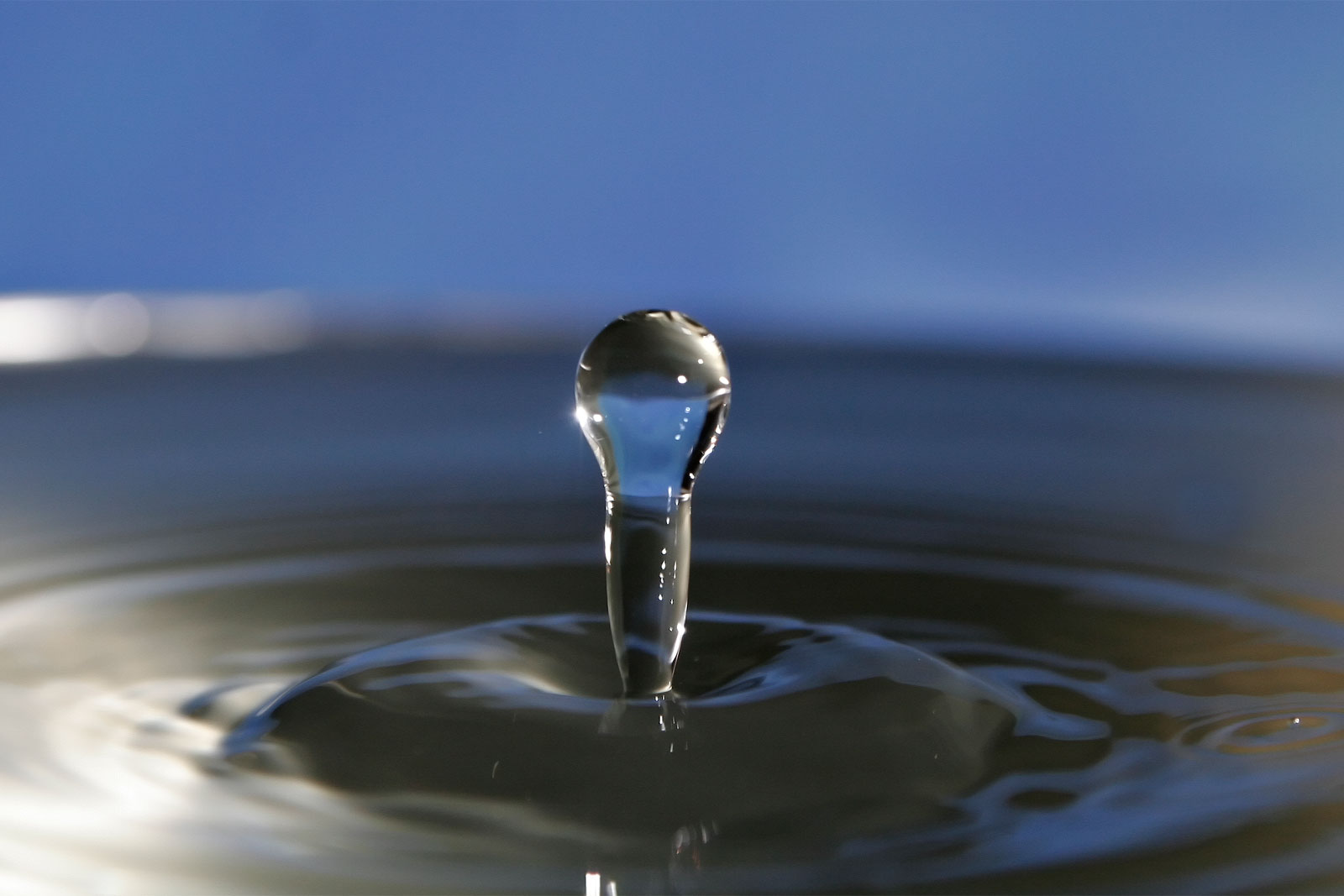
Buď jako voda...

Pokud Ti nestojí nic v cestě, postupuj přímo vpřed.
Není-li cesta volná, přilep se.

Pokud je v cestě překážka, spoj se s ní.
Je-li soupeř silnější, podvol se.

Používá-li protivník velkou hrubou sílu, je nesmysl se jí stavět do cesty. Je potřeba se síle vyhnout.
Ustupuje-li soupeř, následuj ho.

Udělal-li soupeř chybu a stahuje-li se, pronásleduj ho.
V principu se jedná o chování vody. Ve Wing Chunu, stejně jako v čínské filozofii a pojetí života vůbec, platí, že tvrdost a strnulost znamená smrt a přizpůsobivost, pružnost a měkkost znamená život.

### Princip síly
Osvoboď se od své vlastní síly.

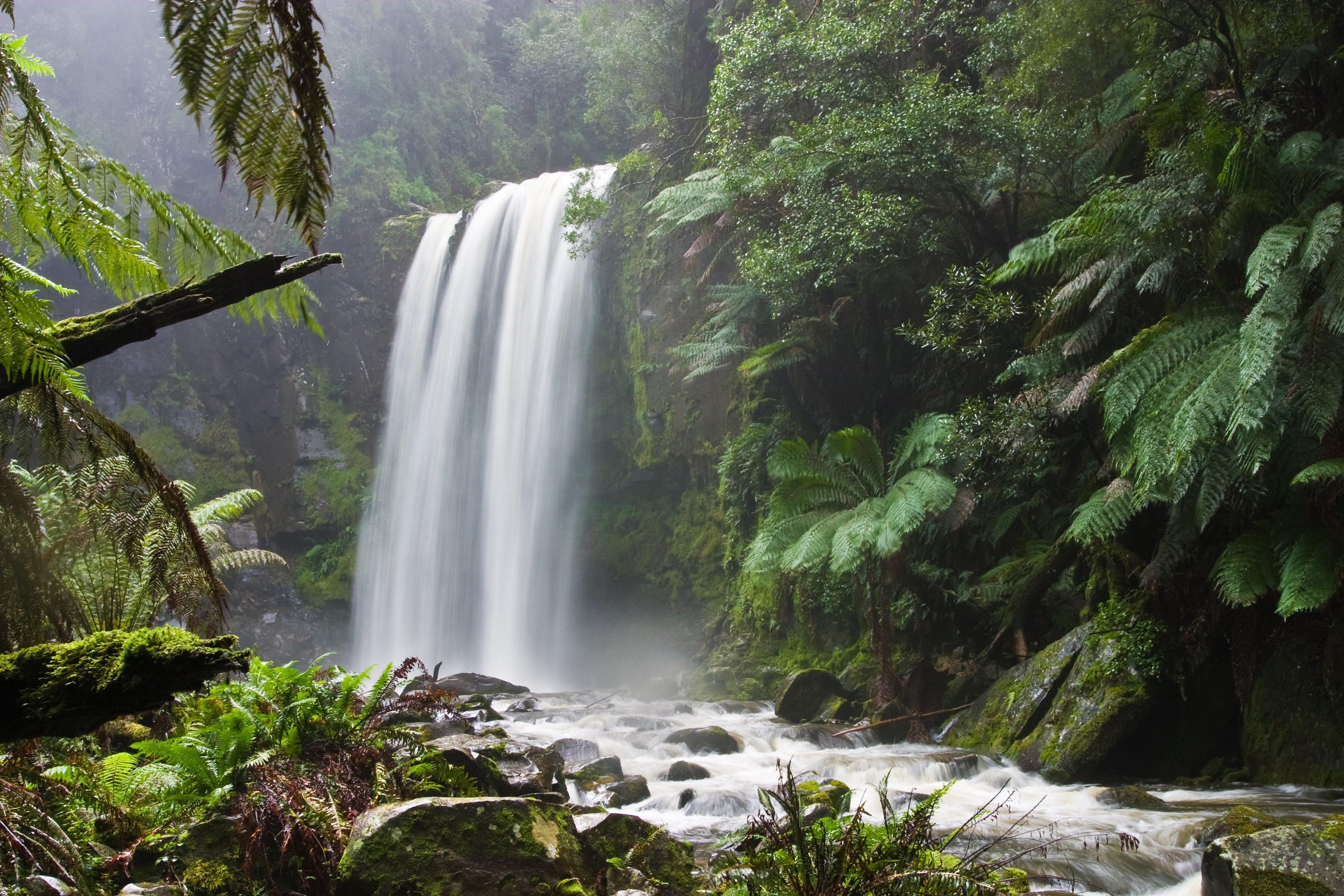
...ničivý i poddajný

Nesmíš být ztuhlý, Tvoje pohyby musí být plynulé, uvolněné a výbušné.
Osvoboď se od síly soupeře.

Nepřetlačuj se se soupeřem, využij jeho síly, aby se do Tebe „propadl“...
Podvol se síle soupeře a přidej svoji.

Využij sílu soupeře proti němu.

## Jiné styly Wing Chunu (neúplný seznam)
- Fong Sung Wing Chun (Gu Lo Wing Chun – poslední fáze života Leung Jana, kdy začal učit wing chun ve vesnici Gu Lao, okrsek Heshan, Kuang-tung)
- Fut Sao Wing Chun
- Gu Lo Wing Chun (Gu Lo Wing Chun – poslední fáze života Leung Jana, kdy začal učit wing chun ve vesnici Gu Lao, okrsek Heshan, Kanton)
- Hay Ban Wing Chun
- Lee Sing Wing Chun (mix Gu Lao Wing Chun a Yip Man Hong Kong Wing Chun)
- Chi Sim Weng Chun (příbuzný, ale odlišný styl rodin Lo a Tang)
- Wodang Weng Shun
- Yuen Kai-shan Wing Chun (dnes dělený na Mai Gei Wong, Sum Nung a Wong Jing wing chun)
- Hung Fa Yi Wing Chun
- Pan Nam Wing Chun
- Vinh Xuan Quien Phai (vietnamská odnož Wing Chun pocházející od Yuen Chai Wana, bratra Yuen Kay Shana)
- Pa fa Lin Wing Chun
- Yiu Kay Wing Chun
- Chan Yiu-min Weng Chun (rodinný styl učitele Yip Mana, Chan Wah Shuna)
- Ling Nam Wing Chun Wing Chun